# Tercillat
Tercillat este o comună în departamentul Creuse din centrul Franței. În 2009 avea o populație de 169 de locuitori.

## Evoluția populației
| An        | 1975 | 1982 | 1990 | 1999 | 2006 | 2009 |
| --------- | ---- | ---- | ---- | ---- | ---- | ---- |
| Populație | 279  | 225  | 206  | 200  | 178  | 169  |